# Pere Guardiola
Pere Guardiola i Sala (Santpedor, 16 juli 1976) is een Spaanse ondernemer en sinds 2020 de president van de Catalaanse voetbalclub Girona FC. Hij is de broer van Pep Guardiola, de trainer van Manchester City. Beide broers en clubs zijn actief binnen de City Football Group. 

## Carrière
Pere was vijftien jaar lang voetballer bij Gimnàstic de Manresa en vertrok in 1997 om zijn carrière bij Nike te beginnen. Bij het Amerikaanse multinationale bedrijf vervulde hij diverse rollen, variërend van het werven van veelbelovende jonge talenten tot het leiden van de relaties met spelers van FC Barcelona. Daarnaast beheerde hij de logistiek voor iconen zoals Ronaldo en Ronaldinho en groeide uiteindelijk uit tot sportagent.
In 2009 richtte Guardiola samen met Jaume Roures het voetbalagentschap Media Base Sports op, waar hij zich in 2021 van distantieerde. Het agentschap richt zich voornamelijk op het vertegenwoordigen van spelers uit het Iberisch schiereiland. Hij heeft onder andere gewerkt als vertegenwoordiger van spelers als Luis Suárez, Thiago Alcántara en Andrés Iniesta. 
In 2017 verwierven Pere Guardiola en de City Football Group elk 44,3% van de aandelen van Girona FC. In 2020 behield hij 16% van de aandelen en werd hij voorzitter van de club. Deze verantwoordelijkheid combineerde hij met een functie bij het voetbalagentschap bij SEG (Sports Entertainment Group). 
Onder zijn leiding promoveerde Girona naar de Primera División en een paar seizoenen later ging de club voor het eerst in historie de UEFA Champions League in.

## Privé
Pere heeft ook nog een zus, Francesca Guardiola i Sala, die Catalaans filosoof en politica is.